# Neoeromene felix
Neoeromene felix là một loài bướm đêm trong họ Crambidae.